# Géza Tóth
Géza Tóth   (Sorokpolány, 25 de gener de 1932 - Szombathely, 4 d'octubre de 2011) fou un aixecador de peses hongarès que va competir durant les dècades de 1950 i 1960.
El 1960 va prendre part en els Jocs Olímpics d'Estiu de Roma, on fou quart en la competició del pes pesant lleuger del programa d'halterofília. Quatre anys més tard, als Jocs de Tòquio, guanyà una la medalla de plata en la mateixa prova. El 1968, a Ciutat de Mèxic, disputà els seus tercers Jocs Olímpics, on competí en la prova del pes semipesant.
En el seu palmarès també destaquen vuit medalles al Campionat del món d'halterofília, una d'or, dues de plata i cinc de bronze, entre les edicions del 1961 i 1970. Al Campionat d'Europa d'halterofília guanyà sis medalles, dues d'or, dues de plata i dues de bronze entre el 1961 i 1969.
Durant la seva carrera esportiva va establir un rècord mundial.